# Manuel de Escandón
Manuel Ignacio de Escandón y Llera, conde (deutsch: Graf) de Sierra Gorda, (* um 1740, vermutlich in Santiago de Querétaro, Mexiko; † 21. Mai 1800 in Soto de la Marina, Kantabrien, Spanien) amtierte als Gouverneur der mexikanischen Provinz Nuevo Santander im Vizekönigreich Neuspanien.

## Leben
Manuel de Escandón kam als Sohn von José de Escandón und dessen zweiter Frau Josefa de Llera y Bayas zur Welt. Da sein Vater um 1740 als Offizier der Garnison von Querétaro stationiert war, erscheint diese Stadt als wahrscheinlichster Geburtsort.
Die Familie folgte dem Vater, als dieser 1748 beauftragt wurde, mit einem Trupp Soldaten und Siedlern die neugeschaffene Provinz Nuevo Santander zu erschließen.
Als sein Vater 1770 starb, erbte Manuel dessen (1751 erworbenen) Titel eines Grafen von Sierra Gorda. Er setzte sich bei Vizekönig Carlos Francisco de Croix erfolgreich für die Rehabilitierung seines Vaters ein, der vor seinem Tod des Amtsmissbrauchs angeklagt worden war.
Von Februar 1780 bis März 1781 amtierte er erstmals (wie sein Vater vor ihm) als Gouverneur von Nuevo Santander.
Manuel de Escandón heiratete Anna María de Rojas y Rocha, die 1781 starb. Danach soll er eine Liebesbeziehung zu einer 22-Jährigen namens Ana Dominga Flores Guerrero unterhalten haben.
Ab Juli 1790 übernahm er erneut das Gouverneursamt von Nuevo Santander, das er bis zu seinem Tod im Mai 1800 innehatte. Er starb in Spanien, seine Überreste wurden später in Laredo (Texas) im Familiengrab der Familie Escandón beigesetzt.